# Francesca Vidal i Tous
Francesca Vidal i Tous (Palma, 1851 - Palma, 1939) va ser una dona mallorquina que exercí de cosidora però que és coneguda per la seva militància obrera i feminista a l'illa de Mallorca.
Nasqué dins una família obrera palmesana. La mare, Antònia Tous, era modista i Francesca també fou modista. Als 19 anys fou vocal de la primera associació d'obreres mallorquines de la qual es té notícia, "La Virtut Social", que estava vinculada a l'Associació Internacional de Treballadors. El 1870 s'havia format a Palma La Virtud Social, una associació d'obreres cosidores, adherida al Centre Federal de Societats Obreres de Palma i integrada dins l'Associació Internacional de Treballadors, de tendència bakuninista. Aquelles modistes tingueren una taula reivindicativa específicament femenina, ja que reclamaren el dret al treball i a un salari com el dels seus companys masculins, que els permetés viure independentment, sense comptar amb l'ajut dels pares. També vindicaven per a la dona un nou rol dins de la família perquè deixàs de ser propietat del marit o del pare.
Francesca Vidal fou una autodidacta i durant els anys 80 del segle xix va fer classes a nines i a dones obreres a l'escola que fundà amb altres feministes dins la Unió Obrera Balear (UOB), junt amb la seva germana Isabel. Les republicanes de la Unió Obrera Balear reclamaven de l'Estat cases bressol i escoles nocturnes per a combatre l'analfabetisme de les treballadores. Encara en els anys noranta continuava exercint de mestra de les filles dels associats i associades de la UOB. En aquesta tasca l'ajudava la seva filla major Antònia, que aleshores només comptava 14 anys.
Es va casar devers el 1878 amb Fèlix Mateu i Domeray, que era un dirigent republicà federal intransigent i feminista. Ella tingué dues filles, Francesca i Antònia Mateu Vidal, mestres que regentaren una moderna escola coeducativa a Palma. Ambdues publicaren poesies al periòdic republicà La voz del pueblo quan el seu pare n'era el director. Francesca Vidal ocupà un càrrec de responsabilitat a la Junta de Senyores; organitzadora del Congrés Femení i amb dues filles petites, el 1883 assolí la responsabilitat de ser secretària de l'organització del Congrés Femení Nacional. Aquest s'havia de celebrar a Palma i comptava amb l'adhesió d'altres grups feministes de l'estat espanyol i de l'estranger. Es va suspendre per la pressió del conservadorisme social i de l'església.